# Carex spiculosa
Carex spiculosa är en halvgräsart som beskrevs av Elias Fries. Carex spiculosa ingår i släktet starrar, och familjen halvgräs. Inga underarter finns listade i Catalogue of Life.